# Playa de La Alcaidesa
La playa de La Alcaidesa se encuentra en la localidad española de La Línea de la Concepción. Esta playa situada en el litoral mediterráneo de la ciudad de La Línea, tiene unos 4300 metros de longitud y unos 60 metros de anchura media. Es una playa muy transitada situada al norte de la ciudad y que limita al sur con la playa de La Hacienda y al norte con Punta Mala, ya en el municipio de San Roque. Presenta gran cantidad de servicios mínimos, aseos, duchas y recogida diaria de residuos durante la temporada de baño. Los accesos a la playa se realizan desde la cercana urbanización de La Alcaidesa.